# Rafael del Río
 Rafael Armel Marcelo Luis Etienne Mazoyer (Ciudad de México, 14 de enero de 1937-Ciudad de México, 17 de marzo de 2002), conocido como Rafael del Río, fue un actor mexicano. En el doblaje, se le recuerda por haber prestado su voz para doblar al español de América al personaje de Robin Hood en la película animada homónima de 1973, y a Michael Douglas en la serie policiaca The Streets of San Francisco.

## Biografía
Rafael Etienne Mazoyer nació en el año 1937 en Ciudad de México, siendo hijo de Marcelo Etienne Baruel y María Rosa Mazoyer Cherón. Debutó como actor cuando tenía dos años de edad, participando en la película Corazón de niño (1939). Trabajó en teatro infantil a lado de Enrique Alonso y Alicia Montoya.
Debutó en la televisión a principios de la década de los 60 e incursionó en el doblaje. Estudió actuación en el Instituto Andrés Soler de la A.N.D.A..

## Vida personal
Su esposa fue la actriz Alma Delia Fuentes de quien se separó en 1968. Posteriormente, contrajo matrimonio con María Elena Martínez Espinosa el 24 de enero de 1970, con quien procreó a su hija Vanessa Etienne Martínez. En 1987, con Nicolasa Hernández dio a luz a Rogelio Hernández Téllez, quien por mutuo acuerdo, no llevó los apellidos Etienne Hernández.

## Muerte
Muere en la Ciudad de México víctima de neumonía, el 17 de marzo de 2002 a los 65 años de edad. Sus restos fueron incinerados y a petición de él, esparcidos en un valle cerca de Ciudad de México.

## Filmografía

### Películas
- Cuando los hijos se van (1969) .... Ing. Tomás Méndez
- El día de las madres (1969) .... Emilio
- ¡Adiós cuñado! (1967) .... Raúl Pérez
- Los jinetes de la bruja (En el viejo Guanajuato) (1966) .... Alcides
- El fugitivo (1966)
- Preciosa (1965)
- Los hijos que yo soñé (1965)
- Los chicos de la noche (1965) .... Alfredo (adulto)
- La fierecilla del puerto (1963)
- La invasión de los vampiros (1961) .... Dr. Ulises Albarrán
- La furia del ring (1961) .... Pablo
- Los jóvenes (1961) .... Gabriel Souza
- Vuelta al paraíso (1960)
- Las señoritas Vivanco (1959) .... Jaimito
- Odio (1940)
- Corazón de niño (1939) .... Franti

### Telenovelas
- Pelusita (1980-1981)
- Viviana (1978-1979) .... Juan Manuel León
- Los que ayudan a Dios (1973-1974)
- El amor tiene cara de mujer (1971-1973)
- La maldición de la blonda (1971)
- Angelitos negros (1970) .... Toño
- Gente sin historia (1967)
- Una mujer (1965)
- La vecindad (1964) .... Gerardo
- Mi mujer y yo (1963)
- La herida del tiempo (1962)
- Mujercitas (1962)

## Doblaje

### Películas
Louis Jourdan
- Hotel internacional (1963) - Marc Champselle
- Can-Can (1960) - Philipe Forrestier
- Gigi (1958) - Gaston Lachaille
- El cisne (1956) - Dr. Nicholas Agi

Montgomery Clift
- Los inadaptados (1961) - Perce Howland
- Los dioses vencidos (1958) - Noah Ackerman
- El árbol de la vida (1957) - John Wickliff Shawnessy

Otros
- Rescatando al soldado Ryan (1998) - Coronel Anderson - (Dennis Farina)
- Un crimen perfecto (1998) - Steven Taylor - (Michael Douglas)
- Asesinato en la Casa Blanca (1997) - Presidente Neil - (Ronny Cox)
- El francotirador (1978) - Steven Pushkov - (John Savage)
- El expreso a Chicago (1976) - Jefe Donaldson - (Len Birman)
- Operación Dragón (1973)- Williams -(Jim Kelly) (Doblaje Original)
- Camino a Oregon (1967) - Johnnie Mack - (Michael Witney)
- La noche de los generales (1967) - General Tanz - (Peter O'Toole)
- Los hijos de Katie Elder (1965) - Ben Latta - (Jeremy Slate)
- Viva Las Vegas (1964) - Locutor de carrera - (Alan Fordney)
- Alegría en Acapulco (1963) - Moreno - (Alejandro Rey)
- Ernest Hemingway: el valor de un hombre (1962) - Nick Adams - (Richard Beymer)
- Taras Bulba (1962) - Andrei Bulba - (Tony Curtis)
- Un tiro en la noche (1962) - Charlie Hasbrouck - Reportero de 'The Star' (Joseph Hoover)
- Amor sin barreras (1961) - Tony - (Richard Beymer)
- Rey de reyes (1961) - Jesús - (Jeffrey Hunter)
- Dos mujeres (1960) - Michele Di Libero (Jean-Paul Belmondo)
- La herencia de la carne (1960) - Rafe Copley (George Peppard)
- El árbol de la horca (1959) - Rune (Ben Piazza)
- El falso escultor (1959) - Lou Raby (Bert Convy)
- Compulsión (1958) - Albert - Chofer de Steiner (Peter Brocco)
- Los hermanos Karamazov (1958) - Smerdjakov (Albert Salmi)
- Bésalos por mi (1957) - Mississip (Larry Blyden)
- Al este del paraíso (1955) Aron Trask (Richard Davalos)
- El hijo pródigo (1955) - Micah (Edmund Purdom)
- Cómo pescar a un millonario (1953) Eben (Rory Calhoun)
- Mogambo (1953) - Donald Nordley (Donald Sinden)
- Torrente pasional (1953) - Ray Cutler (Max Showalter)
- Las ratas del desierto (1953) - Jensen (Albert Taylor)
- Todos los hermanos eran valientes (1953) - Varde (Michael Pate)
- Scaramouche (1952) - Philippe de Valmorin (Richard Anderson)
- David y Betsabé (1951) - Uriah - (Kieron Moore)
- Sinfonía en París (1951) - Henri Baurel - (Georges Guétary)
- Almas en la hoguera (1949) - General Frank Savage (Gregory Peck)
- Río Rojo (1948) - Cherry Valance - (John Ireland)
- Conciencias muertas (1943) - Jeff Farnley (Marc Lawrence)
- Jesse James (1939) - Jesse James (Tyrone Power)
- Ninotchka (1939) - Leon (Melvyn Douglas)
- A la vuelta de la esquina (1938) - Jeff Hale (Charles Farrell)

### Series de TV
Personajes regulares
Bill Bixby
- El mago - Anthony Blake
- Buscando novia a papá - Tom Corbett

Otros
- Galáctica astronave de combate - Teniente Starbruck - (Dirk Benedict)
- La Mujer Maravilla - Mayor Steve Trevor - (Lyle Waggoner)
- Las calles de San Francisco - Inspector Steve Keller - (Michael Douglas)
- McCloud - Alguacil Sam McCloud - (Dennis Weaver)
- Esper, el defensor de la tierra - voces adicionales

Personajes episódicos
- Columbo
  - ep. # 06 - Bryce Chadwick - (Richard Anderson)

- El Santo (serie de TV)
  - ep. # 95 - Pierre - (Anton Rodgers)

- Los invencibles de Némesis
  - ep. # 03 - Clive - (Linbert Spencer)
  - ep. # 10 - Piloto - (Paul Grist)
  - ep. # 11 - Co-Piloto - (Robert Mill)
  - ep. # 13 - Radio Operator - (Terence Donovan)

- Viaje a las estrellas
  - ep. # 04 - Tte. Lee Kelso - (Paul Carr)

### Películas animadas
- Robin Hood (1973) - Robin Hood (Brian Bedford)

### Series animadas
- Looney Tunes - Pepé Le Pew (algunos cortos) / Voces adicionales (1ª etapa)
- Hong Kong Phooey - Hong Kong Phooey / Penrod "Penry" Pooch - (Scatman Crothers)
- Súpercan - Súpercan (Wally Cox) (doblaje original)

### Tokusatsu
- Capitán Ultra - Sr. Miyamoto
- El regreso de Ultraman - Hideki Goh /Ultramán (Jiro Dan)
- Robot Gigante - Agente u-3 - (Yuro Minami)

### Documentales
- Viaje al fin del mundo (1976) - Philippe Cousteau